# Луносемянник канадский
Луносемянник канадский (лат. Menispermum canadense) — листопадные вьющиеся лианы, вид рода Луносемянник (Menispermum) семейства Луносемянниковые (Menispermaceae).

## Распространение и экология
В природе ареал вида охватывает Северную Америку — от Квебека и Манитобы до Арканзаса.

## Ботаническое описание
Полукустарниковая лиана высотой до 5 м. Молодые побеги коротко опушённые.
Листья угловато неглубоко 3—7-лопастные или цельные, округло-яйцевидные, в поперечнике 10—20 см, тупые или острые, с округлённым или усечённым основанием, снизу слегка опушённые или почти голые, с тонкими черешками длиной 5—15 см.
Цветки в рыхлых метёлках длиной 2—6 см. Чашелистики в числе 6—10.
Плод — почти круглая, сине-чёрная костянка диаметром около 8 мм.
Цветение в мае — июне. Плодоношение в августе — октябре.

## Значение и применение
Интродуцирован в 1646 году. В Западной Европе и Северной Америке довольно обычен в садах и парках.

## Таксономия
Вид Луносемянник канадский входит в род Луносемянник (Menispermum) семейства Луносемянниковые (Menispermaceae) порядка Лютикоцветные (Ranunculales).
|  |                                      |  |                                   |                                   |                            |  | ещё девять семейств, в том числе Барбарисовые, Лютиковые, Маковые | ещё девять семейств, в том числе Барбарисовые, Лютиковые, Маковые |                            |  |  |  | ещё два вида |
|  |                                      |  |                                   |                                   |                            |  | ещё девять семейств, в том числе Барбарисовые, Лютиковые, Маковые | ещё девять семейств, в том числе Барбарисовые, Лютиковые, Маковые |                            |  |  |  | ещё два вида |
|  |                                      |  |                                   | порядок Лютикоцветные             |                            |  |                                                                   |                                                                   | род Луносемянник           |  |  |  |              |
|  |                                      |  |                                   | порядок Лютикоцветные             |                            |  |                                                                   |                                                                   | род Луносемянник           |  |  |  |              |
|  | отдел Цветковые, или Покрытосеменные |  |                                   |                                   | семейство Луносемянниковые |  |                                                                   |                                                                   | вид Луносемянник канадский |  |  |  |              |
|  | отдел Цветковые, или Покрытосеменные |  |                                   |                                   | семейство Луносемянниковые |  |                                                                   |                                                                   |                            |  |  |  |              |
|  |                                      |  | ещё 44 порядка цветковых растений | ещё 44 порядка цветковых растений |                            |  |                                                                   | ещё около 70 родов                                                | ещё около 70 родов         |  |  |  |              |
|  |                                      |  |                                   | ещё 44 порядка цветковых растений |                            |  |                                                                   |                                                                   | ещё около 70 родов         |  |  |  |              |